# Ryania dentata
Ryania dentata är en videväxtart som först beskrevs av Humboldt, Bonpland och Kunth, och fick sitt nu gällande namn av Miquel. Ryania dentata ingår i släktet Ryania och familjen videväxter. Utöver nominatformen finns också underarten R. d. toxica.